# 知足寺 (神奈川県二宮町)

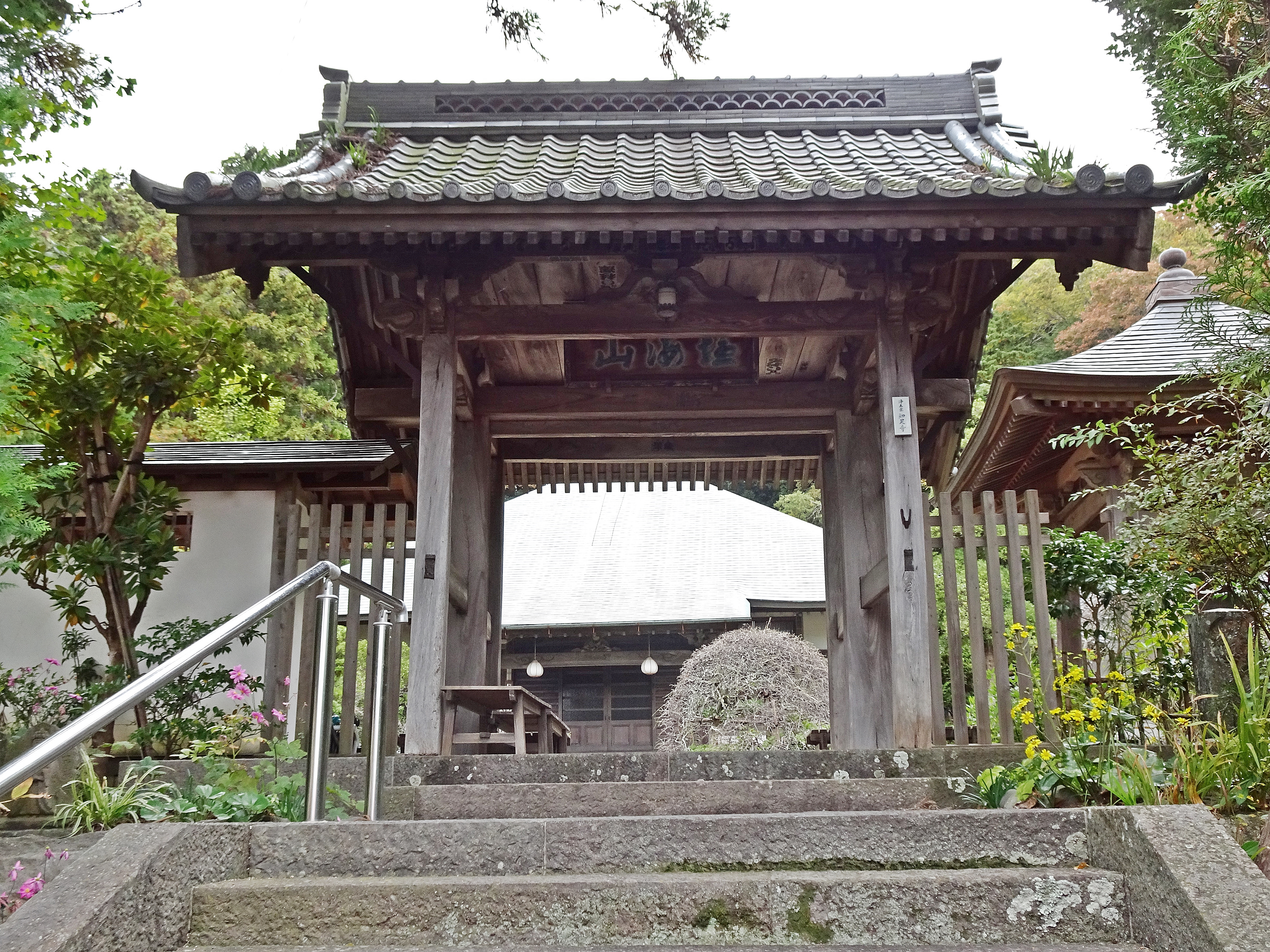
知足寺山門

知足寺（ちそくじ）は、神奈川県中郡二宮町にある浄土宗の寺院。

## 歴史
鎌倉時代初期、花月尼の開基である。花月尼は、曾我兄弟（祐成・時致）の姉であり、兄弟の仇討ち後、彼らの菩提を弔うために寺を創建した。
墓地には、曾我兄弟の他に花月尼とその夫の墓がある。

## 交通アクセス
- 二宮駅より徒歩8分。